# Srce tame
Srce tame (engl. Heart of Darkness, 1899.), novela englesko-poljskog književnika Josepha Conrada, strukturirana kao priča u priči. Simbolična pripovijest u kojoj autor duboko raščlanjuje posljedice kolonijalizma i kolonijalne eksploatacije, sa središnjom idejom o tome da između "civiliziranih ljudi" i "divljaka" nema velike razlike. 
Djelo je objavljeno u formi novele 1902. godine, no tekst je prvotno izašao u književnom časopisu Edinburgh (engl. Edinburgh Magazine) 1899. godine u povodu njegovog tisućitog izdanja; urednik je zamolio Conrada za sudjelovanje u jubilarnom broju. Za autorovog života novela nije stekla veću popularnost. Vremenom je postala jedno od najanaliziranijih djela engleske književnosti. Temelji se na stvarnoj Conradovoj plovidbi rijekom Kongo 1890. godine, gdje je kao 32-godišnjak preuzeo zapovjedništvo nad parobrodom nakon što se kapetan razbolio. Nerijetko čitana kao antikolonijalistički manifest, novela je inspirirala jedan od najpoznatijih filmova o Vijetnamskom ratu, Apokalipsa danas iz 1979. godine, od redatelja Francisa Forda Coppole. Coppola je radnju premjestio iz Afrike u Vijetnam i Kambodžu, a u ulozi Kurtza nastupio je Marlon Brando.

## Radnja
Na brodu Nellie usidrenom na rijeci Temzi u gradu Gravesendu na jugu Engleske, Charles Marlow pripovijeda mornarima o putovanju afričkom rijekom Kongo. Bio je zapovjednik parobroda neimenovane Kompanije koja je eksploatirala bjelokost u belgijskom Kongu. U Afriku kreće s pozitivnim očekivanjima, no ubrzo svjedoči nasilju i patnjama koje imperijalizam donosi lokalnom stanovništvu. U nastavku putovanja čuje glasine o vještom kolonijalnom agentu Kurtzu koji se, kako se čini, razbolio i možda izgubio razum te ugrožava kolonijalni pothvat u Kongu. Prodirući sve dublje u prašumu, Marlow postaje svjestan utjecaja okoline na vlastitu psihu - prašumu vidi kao simbol kaosa i entropije u samome srcu bitka, neprijateljskoga ljudskim vrijednostima i humano ustrojenoj zajednici. Marlow pronalazi karizmatskog Kurtza u naselju jednog od lokalnih plemena, gdje ga po svemu sudeći štuju kao božanstvo. Kurtz je tjelesno obolio i pomračenog je uma; u dubinama prašume izgubio je moralno-civilizacijske okvire i dospio u samo srce tame. Marlow ga odvodi na parobrod i planira vratiti kući. Kurtz ubrzo umire. Neposredno pred smrt govori Marlowu čuvene riječi "The horror! The horror!", naznačujući strahote viđenog i spoznatog ljudskog zla.

## Vanjske poveznice
- Joseph Conrad: Srce tame